# Domitila Becker
Domitila Becker (São Paulo, 11 de novembro de 1985) é uma jornalista e apresentadora brasileira. Atualmente, ela é apresentadora de esportes do portal UOL, tendo integrado recentemente a equipe esportiva do SBT.

## Biografia

### Carreira
Formada em jornalismo pela Universidade Federal de Santa Catarina (UFSC), Becker passou no Curso Abril e trabalhou no site da Revista Veja escrevendo sobre política por quase um ano e meio.
Em 2011, passou no processo do Passaporte SporTV e foi morar em Barcelona, onde ficou por 8 meses.
Depois da experiência fora do país, ela foi morar e trabalhar no Rio de Janeiro como repórter.
Na Copa de 2014 virou apresentadora no canal, nos programas Madruga SporTV e SporTV Show. No fim daquele ano, passou a apresentar o programa É Gol!!!.
Na Olimpíada de 2016, ao lado de Bárbara Coelho, Domitila ancorou o Bom Dia SporTV.
No início de 2017, decidiu pedir demissão do canal para realizar seu sonho de conhecer o mundo. Naquele ano, conheceu 31 países.
Quando seu "giro" acabou, ela retornou ao antigo trabalho, e cobriu jogos – como a final da Copa do Brasil e a final do Brasileiro Feminino em 2018.
Em 2019, partiu para uma nova viagem pelo mundo, agora com o namorado, pedindo demissão do Grupo Globo. Após ser apresentadora de eventos de eSports e ser contratada pelo site UOL, ela assinou um contrato com o SBT, na qual estreou em agosto de 2021 e saiu em fevereiro de 2023.

### Vida pessoal
Atualmente, namora o austríaco Markus Fasching. Em 2020, quebrou duas costelas ao praticar snowboard.